# Кристалл (предприятие, Смоленск)
Производственное объединение «Кристалл» — крупнейший в России производитель бриллиантов и одно из крупнейших в мире предприятий по огранке природных алмазов в бриллианты, созданное в 1963 году. Полное наименование — Акционерное общество «Производственное объединение „Кристалл“. Располагается в городе Смоленск на улице имени А. И. Шкадова.

## История
1 марта 1963 года указом Министерства финансов СССР была образована Смоленская фабрика бриллиантов. Первым руководителем фабрики по производству бриллиантов стал Игорь Алексеевич Судовский, которого называют отцом гранильной отрасли СССР. На этой должности он проработал более четверти века. За это время была создана целая сеть из семи уникальных предприятий, вошедших в образованное на базе фабрики отраслевое производственно-техническое объединение «Кристалл». Качественные изменения претерпела производственная база, началась совершенствоваться научно-исследовательская деятельность.
В сентябре 1988 года на должность директора производственного объединения «Кристалл» абсолютным большинством голосов был утверждён Александр Иванович Шкадов. Александр Иванович начинал свою работу на предприятии ещё в 1970 году и прошёл путь от технолога до главного инженера. С его приходом на предприятии разрабатываются и внедряются прогрессивные технологии алмазообработки, в том числе с помощью лазерной техники; устанавливается современное оборудование и оснастка.
В 1992 году Александр Иванович Шкадов добился для «Кристалла» получения государственной лицензии на право самостоятельной внешнеэкономической деятельности для реализации продукции на международном рынке и начинает экспорт этой продукции за границу. Это достижение дало сильный импульс для дальнейшего развития производственного объединения «Кристалл», а также всей гранильной отрасли страны.
Активно велся поиск путей установления партнерских отношений с зарубежными клиентами, продукция «Кристалла» демонстрируется на международных выставках в Японии, Израиле и Таиланде. Открываются торговые представительства в Бельгии и Гонконге. В Смоленске создаётся ряд совместных предприятий. Впоследствии они объединятся в ассоциацию «Смоленские бриллианты». В 1994 году создана ассоциация российских производителей бриллиантов. Председателем совета учредителей избран А. И. Шкадов. В 1996 году создана ассоциация «Смоленские бриллианты», призванная координировать деятельность совместных предприятий, созданных с участием «Кристалла». В этом же году решением совета директоров национального института маркетинга за высокое качество продукции объединению вручена награда — «Международная бриллиантовая звезда». В 1997 году в Смоленске на базе предприятия организован геммологический сертификационный центр бриллиантов.
В августе 1998 года после трагической гибели Шкадова, руководителем ОАО ПО «Кристалл» становится Юрий Николаевич Ребрик. В 2000 году на предприятии начинает работу ювелирное производство, а в 2002 году создается ювелирный центр «Кристалл».
Растущая конкуренция на мировом рынке бриллиантов требовала новых подходов к производству, торговле и маркетингу. На рубеже веков ПО «Кристалл» формирует свою глобальную торговую сеть, охватывающую основные мировые рынки бриллиантов. Была пересмотрена организационно-технологическая структура производства, произведено масштабное техническое перевооружение предприятия. За время руководства Юрия Николаевича Ребрика были подписаны партнерские соглашения с ведущим алмазодобытчиком и монополистом рынка России компанией «Алроса».
В 2004 году «Кристалл» выводит свою продукцию на новый перспективный рынок стран Персидского залива через офис в Дубае.
В декабре 2004 года генеральным директором ОАО ПО «Кристалл» становится Максим Александрович Шкадов, сын А. И. Шкадова. После назначения новый руководитель предприятия проводит реорганизацию производства. Совершенствуется стратегия маркетинга и способы продвижения товара на различных рынках с помощью особенного подхода к каждому из них.
ОАО ПО «Кристалл» включается в перечень стратегически важных компаний страны, находящихся под личным контролем Президента России. 25 апреля 2005 года на общем собрании членов Ассоциации российских производителей бриллиантов её президентом был избран Максим Александрович Шкадов — генеральный директор ОАО ПО «Кристалл». 11 июня 2008 года Шкадов избран председателем Совета АРПБ.
В 2007 году на заводе огранен самый дорогой бриллиант в истории гранильной отрасли России. Масса камня составляет 45,45 карата.
В 2019 году «Кристалл» вошёл в группу «Алроса».

## Собственники и руководство
100 % акций предприятия принадлежит компании «Алроса».
Генеральный директор АО "ПО «Кристалл»: Дмитрий Амелькин

## Деятельность
АО " ПО «Кристалл» — одно из крупнейших в мире предприятий по огранке природных алмазов в бриллианты. «Кристалл» специализируется на производстве бриллиантов высшего качества: продукция категорий огранки Triple Excellent составляет около 60 %.. Выход в 1992 году на международный рынок сделал необходимым создание широкой международной торговой сети. Открыты зарубежные представительства в Бельгии, Гонконге, Израиле.
В 2006 году товарооборот группы компаний «Кристалл» превысил 0,5 миллиарда долларов США, в том числе товарооборот самой крупной компании — производственного объединения «Кристалл» — составил 358 миллионов долларов США, что на 3,2 % больше, чем в 2005 году ($347 млн).
В 2007 году ОАО «Производственное объединение „Кристалл“» на внешнем и внутреннем рынках реализовало продукции на общую сумму $404,4 млн, что на 13 % больше, чем в 2006 году ($358,2 млн).